# بيتر س. سوتون
بيتر س. سوتون (بالإنجليزية: Peter C. Sutton)‏ هو مؤرخ الفن وكاتب أمريكي، ولد في 1949.